# Tôi chưa bao giờ từng làm
"Tôi chưa bao giờ đã từng" (tiếng Anh: "Never have I ever"), còn được biết đến với tên gọi "Tôi chưa từng.." hoặc "mười ngón tay", là một trò chơi uống rượu với việc mỗi người chơi sẽ lần lượt hỏi những người chơi còn lại về những điều mà họ chưa từng làm. Những người chơi mà đã từng làm điều ấy phải uống một ngụm rượu. Phiên bản không bắt buộc phải uống rượu thường được chơi bởi trẻ em và trẻ vị thành niên, trong đó thay vì phải uống rượu người chơi sẽ đếm điểm trên ngón tay của mình.

## Luật chơi

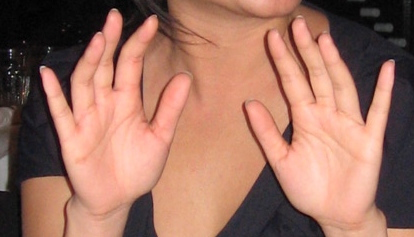
Trong biến thể khác của trò chơi có tên "mười ngón tay", người chơi đếm điểm trên tay của họ thay vì uống rượu

Trò chơi nói bắt đầu với việc tất cả mọi người tạo thành một vòng tròn cùng với nhau. Người chơi đầu tiên bắt đầu bằng việc nói một câu phát biểu đơn giản về một điều mà họ chưa làm trước đây bắt đầu với cụm từ "Tôi chưa bao giờ đã từng". Bất kì người chơi nào trong cuộc đời đã làm điều tương tự sẽ phải uống rượu. Sau đó người chơi tiếp tục thay phiên nhau theo vòng tròn, người chơi tiếp theo tiếp tục phát biểu một câu nói khác.
Một luật chơi bổ sung quy định rằng nếu không ai uống rượu, người đã phát biểu câu nói "Tôi chưa bao giờ đã từng..." cần phải uống rượu. Luật này bắt buộc những người chơi phải nghĩ ra những chiến lược và tránh những câu nói vô nghĩa hoặc vô dụng. Một biến thể của trò chơi là nếu chỉ có một người duy nhất uống rượu, họ phải giải thích chi tiết tại sao lại làm như vậy. Một phiên bản khác của trò chơi mang tên "mười ngón tay" (đôi khi là năm) người chơi sẽ giơ cả mười ngón tay khi bắt đầu trò chơi và hạ một ngón xuống nêu một điều họ đã từng làm được nhắc tới. Những trò chơi như vậy sẽ giúp xây dựng tình bạn và người chơi thường thừa nhận những điều mà trước đây họ chưa từng thừa nhận. Tương tự trò sự thật hay thử thách?, trò chơi này thường mang bản chất tình dục.